# Филип Швабски
Филип Швабски (на немски: Philipp von Schwaben; * август 1177, † 21 юни 1208, убит в Бамберг) от династията Хоенщауфен, е от 1190 до 1191 г. като „Елект“ избран епископ на епископия Вюрцбург (и така едновременно „херцог на Франкония“), от 1195 до 1197 г. маркграф на Тусция, от 1196 до 1208 г. херцог на Швабия и от 1198 до 1208 г. римско-немски крал.
Филип е първият немски крал, който е убит по времето на управлението му.

## Произход и ранни години
Филип е най-малкият син на император Фридрих I Барбароса (упр. 1152 – 1190) от втория му брак с Беатрис Бургундска (* 1140, † 15 ноември 1184). Той е брат на император Хайнрих VI († 1197).
Филип е образован за духовник и е през 1189 г. пропст на Аахен и от 1190 до 1191 г. като „Елект“ избран епископ на епископия Вюрцбург и така едновременно „херцог на Херцогство Франкония“.
Когато неговият брат Фридрих VI през 1191 г. през Третия кръстоносен поход умира при Акон и Конрад II от Швабия през 1196 г. умира при частен конфликт, той напуска на 15-години духовничеството и става през 1195 г. херцог на Тусция и 1196 г. херцог на Швабия.

## Римско-немски крал
Филип е от 1198 до 1208 г. римско-немски крал, едновременно с Ото IV от Брауншвайг от Велфите със същия ранг.
Филип е коронясан за крал на 8 септември 1198 г. в Майнц заедно със съпругата му Ирина Ангелина от Византия, с която се жени през 1197 г. Двамата имат седем деца, от които само четири дъщери надживяват детските години.
Във военната борба (Deutscher Thronstreit) на Хоенщауфените против Ото IV от Велфите, Филип побеждава и е коронясан още веднъж на 6 януари 1205 г. в Аахен от истинския коронатор, Адолф фон Алтена.
Когато Филип отива на 21 юни 1208 г. в Бамберг, срещу него е извършено покушение. Той е намушкан от баварския пфалцграф Ото VIII Вителсбах, който прекратява годежа си с една от дъщерите на Филип.
Крал Филип е погребан първо в катедралата на Бамберг и по нареждане на Фридрих II през 1213 г. е преместен в катедралата на Шпайер. Там той лежи погребан като единствен от осемте синове на Фридрих Барбароса до неговата майка, Беатрис Бургундска.

## Семейство
Филип се жени на 25 май 1197 г. в замък Хоенщауфен за Ирина Ангелина (1181 – 1208), дъщеря на император Исак II Ангел от Византия. Тя приема името Мария. От нея той има седем деца:
- Беатрикс фон Хоенщауфен Стара (1198 – 1212), ∞ 22 юли 1212 за император Ото IV, тя умира няколко седмици след сватбата си.
- Кунигунда фон Хоенщауфен (1200 – 1248), ∞ 1228 за Венцеслав I, крал на Бохемия
- Мария фон Хоенщауфен (1201 – 1235), ∞ пр. 22 август 1215 за Хайнрих II, херцог на Брабант
- Елизабет фон Хоенщауфен (1203 – 1235), ∞ 30 ноември 1219 за крал Фернандо III Кастилски
- Райналд († като дете)
- Фридрих (* 1206, † като дете)
- Беатрикс Постума Млада (*/† 20/27 август 1208, замък Хоенщауфен)

Ирина умира по време на раждането на седмото си дете на 27 август 1208 г. в замъка Хоенщауфен и е погребана в Лорш.